# Gornja Vežica
Gornja Vežica (italienska: Vesizza superiore) är ett lokalnämndsområde i Rijeka i Kroatien. Tillsammans med lokalnämndsområdet Podvežica utgör Gornja Vežica (Övre Vežica) stadsdelen och området Vežica.    

## Historia
Ursprunget till toponymen "Vežica" (italienska: Vesizza) är inte klarlagd. På platsen för lokalnämndsområdet Gornja Vežica fanns tidigare mindre bosättningar, däribland Marčevo selo, Paškvani och Bobovo. Först år 1970 uppfördes de första större flerbostadshusen i Gornja Vežica och lokalnämndsområdet urbaniserades därefter gradvis.  

## Geografi
Lokalnämndsområdet Gornja Vežica är beläget i sydöstra Rijeka  och gränsar till lokalnämndsområdena Podvežica i söder, Vojak i väster, Grad Trsat i nordväst, Orehovica i norr och Draga  i öster.

## Byggnader (urval)
- Astronomiska centret[4]
- Heliga korsets kyrka[5]
- Heliga korsets park[5]
- Rijekas kliniska sjukhuscenter – lokalitet Sušak – Kliniken för neurokirurgi
- Vežicas grundskola